# Karabin maszynowy TUL-1
TUL-1 – produkowany w Wietnamie Północnym ręczny karabin maszynowy, odpowiednik RPK.
W 1961 roku do uzbrojenia Armii Radzieckiej wprowadzono rkm RPK i uniwersalny karabin maszynowy PK/PKS. O ile w ZSRR RPK był tylko uzupełnieniem wobec PK/PKS zastępując go w jednostkach lekkich i specjalnych, o tyle w warunkach wietnamskich stał się podstawowym typem lekkiej broni maszynowej. W rezultacie w Wietnamie Północnym uruchomiono produkcję odpowiednika RPK. Zacofanie wietnamskiego przemysłu sprawiło, że nie istniała możliwość wykonywania na miejscu tłoczonych komór zamkowych, dlatego zdecydowano się zastosować komorę zamkową frezowana, identyczną jak w AK. Broń wyposażono w dwójnóg i kolbę identyczne jak w starszym radzieckim rkm-ie RPD.
Jakość wykonania km TUL-1 była zdecydowanie niższa niż RPK, ale pomimo tego był bronią powszechnie wykorzystywana zarówno podczas wojny wietnamskiej, jak i późniejszych walk w Kambodży, czy wojny chińsko-wietnamskiej.

## Opis
TUL-1 był zespołową bronią samoczynno-samopowtarzalną. Automatyka broni działa na zasadzie odprowadzania gazów prochowych z długim skokiem tłoka gazowego. Zamek ryglowany przez obrót (2 rygle). Rękojeść przeładowania po prawej stronie broni, związana z suwadłem. Mechanizm spustowy z przełącznikiem rodzaju ognia. Skrzydełko bezpiecznika/przełącznika rodzaju ognia po prawej stronie komory zamkowej w pozycji zabezpieczonej zasłania wycięcie, w którym porusza się rękojeść przeładowania. Magazynki 30-nabojowe, wymienne z AK. Kolba stała, drewniana. Przyrządy celownicze mechaniczne, składają się z muszki i celownika krzywkowego.